# Città di Cockburn
La città di Cockburn è una delle 29 Local Government Areas che si trovano nell'area metropolitana di Perth, in Australia Occidentale. Essa si estende su di una superficie di circa 167 chilometri quadrati ed ha una popolazione di 84.652 abitanti.